# Eischwiele Platt
Eischwiele Platt, Eschweiler Platt oder – in Rheinischer Dokumenta – Aischwiile Plat ist die Mundart, welche im Großteil des heutigen Eschweiler Stadtgebiets gesprochen wird. Es ist eine Variante der Ripuarischen Dialektgruppe und liegt zwischen Kölsch (Zentrales Rheinland) und dem Öcher Platt (Westliches Rheinland bzw. östliches Maasland). Das Eischwiele Platt besitzt eine markante Sprachmelodie.

## Vergleich innerhalb der Sprachgruppe
| Hochdeutsch | Niederländisch    | Aachen | Eschweiler | Köln |
| ----------- | ----------------- | ------ | ---------- | ---- |
| alt         | oud [sprich: aut] | au     | aal        | aal  |
| Leute       | lui [sprich: löi] | Lüü    | Lüü        | Lück |

## Vokalismus

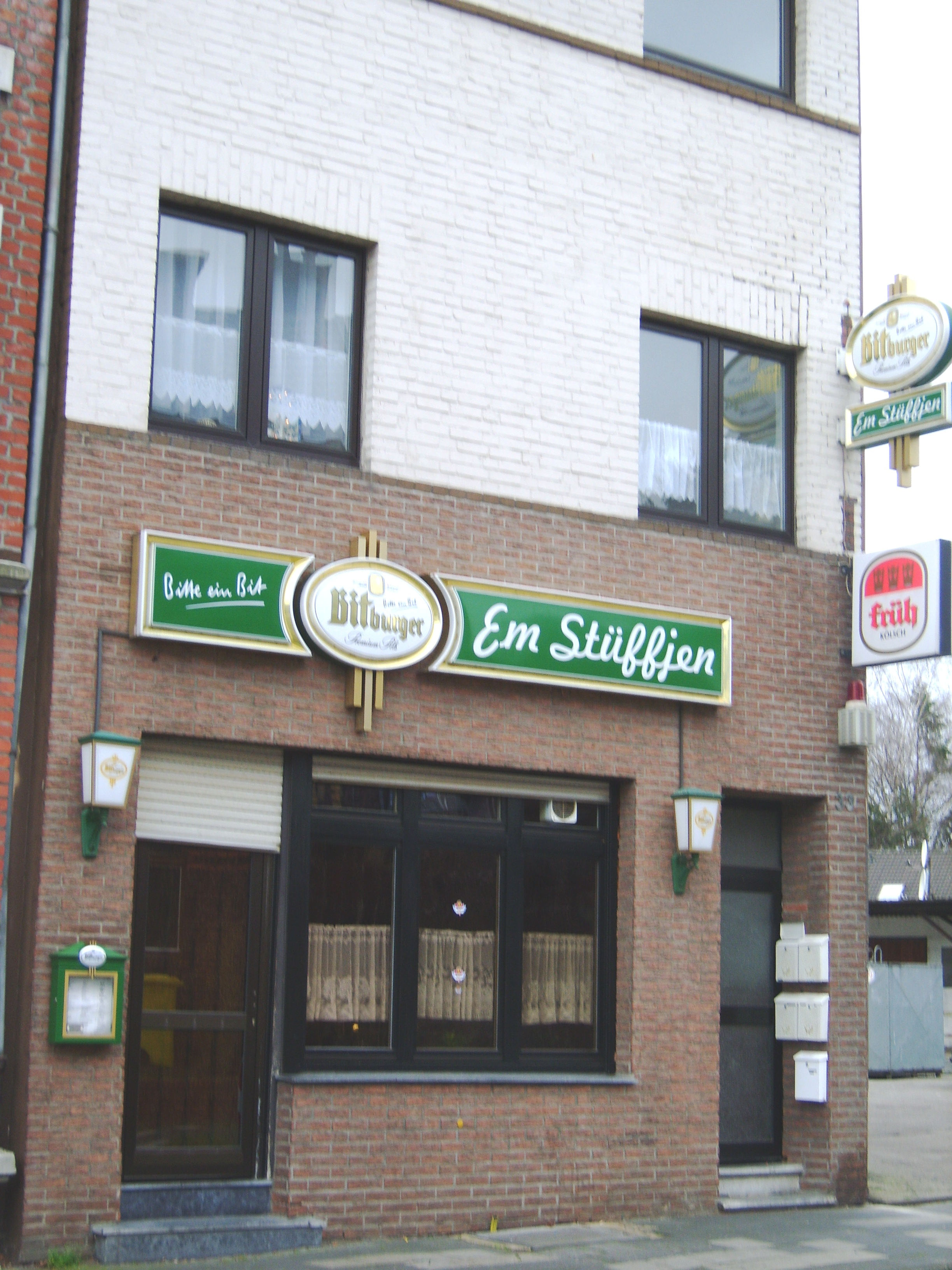
Eschweiler Innenstadtkneipe mit Namen in Platt

Die im Eischwiele Platt verwendeten Diphthonge sind typisch für das westliche und zentrale Rheinland:
- ai wie in Makai (Quark), Aisch (Asche), Buhai (Aufsehen, Protzerei)
- au wie in Wause (Wasser), kauche (kochen), Mau (Ärmel)
- ea wie in Eat (Erde), Eats (Erbse), Peat (Pferd), leave (leben)
- ei wie in vrei (frei), Bei (Biene), drei (drei), Kweispel (Handbesen)
- ew wie in Kews (Kiste), Mews (Mist), News (Nest)
- oa wie in Koat (Schnur), Hoa (Haar), Poats (Tür), Joa (Jahr)
- oi wie in Hoi (Heu), Schnoits (Schnurrbart), Schroijel (Verschrumpeltes)
- ou wie in Sou (Sau), Bou (Bau), Rou (Ruhe), broue (brauen)
- öi wie in Möisch (Spatz), Köisch (Küche), döije (drücken), nöi (neu)
- ue wie in Wuesch (Wurst), Knueschel (Stachelbeere), Ue (Uhr, Ohr)
- üe wie in üe (Ihr, Euer), hüere (hören), vüe (für, vor), Vüe (Feuer)

Eischwiele Platt unterscheidet wie die meisten westgermanischen Sprachen lange und kurze Vokale:
- Knatsch (breiige Masse) / Knaatsch (Streit, Rumgejammere)
- Kis (Kies) / Kiis (Käse)
- kom (komm) / koom (kaum)
- völe (füllen) / vööle (fühlen)

## Morphologie

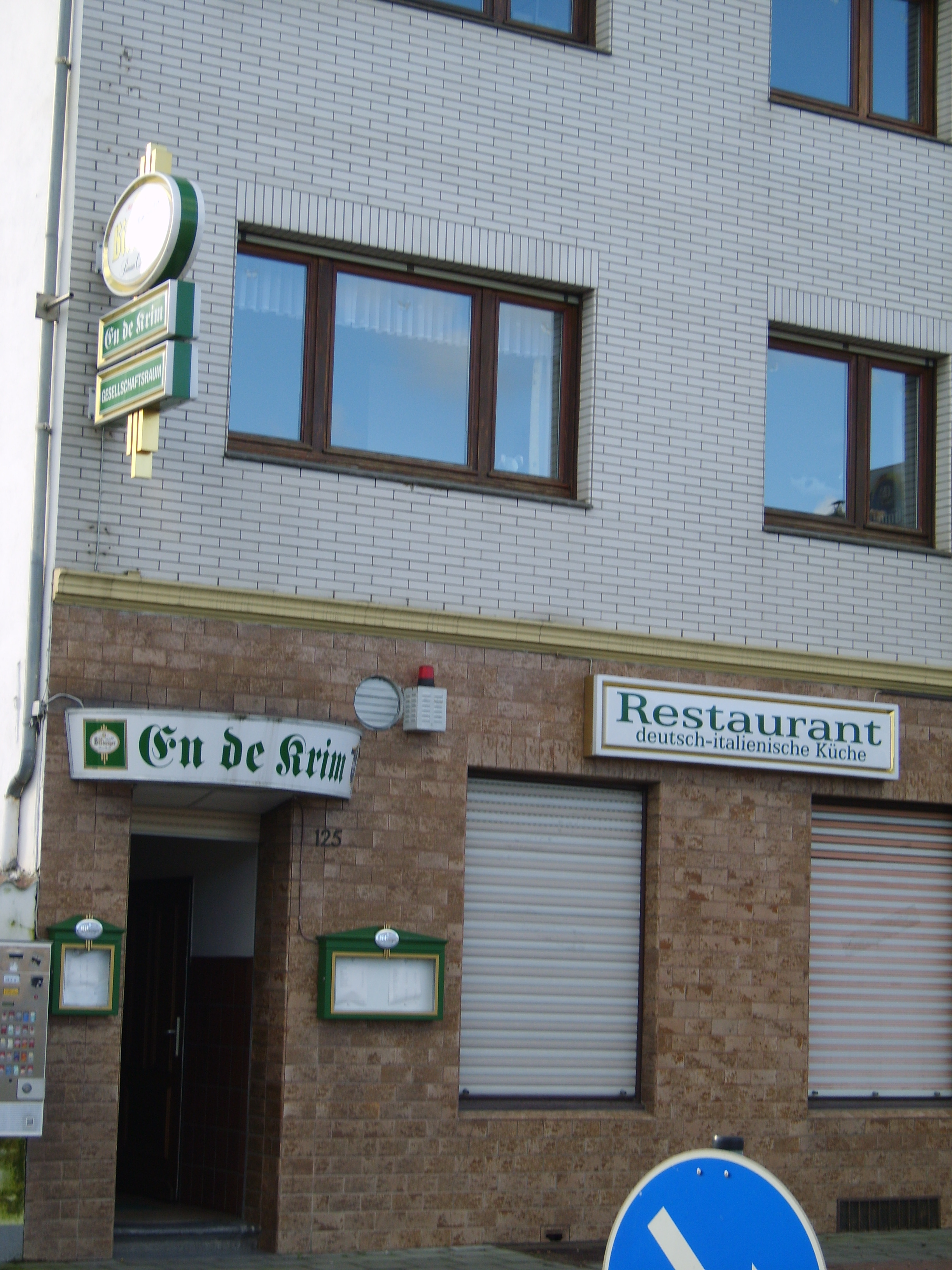
Gaststätte mit Namen in Platt in Eschweiler-West

Rheinische Verlaufsform: "Isch ben at dr janze Daach am wirke." (= Ich arbeite schon den ganzen Tag.), "Isch woa am ässe, wii menge Brua koam." (= Ich aß gerade, als mein Bruder kam.), auch doppelt: "Jez semme ze dree Mann am av-am-drüjje." (= Jetzt sind wir zu dritt dabei, (Geschirr) abzutrocknen.) Auch in der Alltagssprache wird die Verlaufsform verwendet: "Seid ihr das Fest vorambereiten?" oder "Seid ihr das Fest am vorbereiten?", "Ich bin aufamräumen." oder "Ich bin am aufräumen." oder – doppelt – "Ich bin am aufamräumen." oder "Jetzt simmer zu drei Mann am abamtrocknen." (= Jetzt sind wir dabei, zu dritt abzutrocknen.)
Stimmhafte Konsonanten zwischen Vokalen werden stimmlos: Schloovaanzoch (umg.: Schlawwanzuch) (= Schlafanzug), Schtevele (umg.: Stievel) (= Stiefel), Bröggelsche (= Brückchen), jeed-et (= geht es), ed-es (= es ist).
Das Eischwiele Platt unterscheidet drei bestimmte und drei unbestimmte Artikel:
dr/dea Man, ene Man, eene Man (der Mann, ein Mann, genau 1 Mann)
di/do/de Vrau, en Vrau, een Vrau (die Frau, eine Frau, genau 1 Frau)
et/dat Kengk, e Kengk, ee Kengk (das Kind, ein Kind, genau 1 Kind)
Gewisse, im Hochdeutschen als derb geltende Ausdrücke, können Erstaunen oder auch Begrüßung ausdrücken: "Ja, läck misch am Aasch, wat määs du da hee? Wii jeed-et disch?" (= Ja, meiner Treu, was machst du denn hier? Wie geht’s dir?)
Verschleifungen mit "mir" (= wir) sind auch in der Umgangssprache üblich: semme (= sind wir), hamme (= haben wir), kömme (= können wir), somme (= sollen wir), womme (= wollen wir), wämme (= wenn wir), mösseme (= müssen wir).
Typisch ist das rheinische Konstrukt Dativ + Possessivpronomen statt Genitiv: "dem Peter sein Auto" (= Peters Auto), "meiner Tante ihr Hund" (= der Hund meiner Tante).
Bei mehrsilbigen Wörtern ist die Betonung auf der zweiten Silbe wie in weiten Regionen des Rheinlands typisch: Talbáhnhof, Hauptbáhnhof, Euskírchen, Volkshóchschule.
In der Umgangssprache fallen deutliche, typische rheinische oder norddeutsche Abweichungen vom Hochdeutschen auf, welche zum Teil im Duden dokumentiert sind:
Verein [nicht: fär'ein, sondern: fe'rein]
kucken (statt: gucken)
ich hab kalt (statt: mir ist kalt)
Das Verb "kaufen" wird wie folgt konjugiert:
- ich kaufe
- du käufst
- er käuft

Das Präteritum von „fragen“ wird wie folgt gebildet:
- ich frug
- du frugst
- er frug

## Lexik
Einige markante Wörter des Eischwiele Platt:
- Blötsch (= Delle)
- dä! (= voilà!), "Dä, do ha-me dr Rään on-et Vas kapot!" (= Tja, da haben wir den Salat!, wörtlich: Da haben wir den Regen und das Fass kaputt!)
- Eapel (= Kartoffel, Erdapfel; vgl. auch niederländisch aardappel), Eapelschlaat (= Kartoffelsalat)
- Halefjehang (= nachlässig gekleidete Person)
- Jölep (= Hosenstall, Hosenlatz, vgl. niederländisch gulp)
- menge(t)weasch (= meinetwegen, von mir aus)
- Menüt (= Minute)
- Momang (= Moment, Augenblick)
- Ots (= Speiserest)
- petsche (= kneifen, einen Schnaps trinken)
- Poats (= Tür, vgl. Pforte), poatse (= andauernd eine Tür öffnen und schließen)
- pope (= vögeln, bumsen), Pöper (= fester Freund, Hausfreund, Lüstling)
- Prom (= Pflaume, weibliche Scham, vgl. niederländisch pruim), Plüschprom (= Pfirsich)
- Puute (= Kinder)
- Schenoos (= Schalk)
- Schleefholts (= Ackerschleppholz, träge, ungeschickte Person)
- Seem (= Rübenkraut, Rübensirup)
- Sek(s)oamel (= Ameise) (in Aachen aber: Oamelseke)
- Üüm (= Onkel, auch: seltsamer Mann, Kauz; vgl. Oheim und niederländisch oom)
- votsäle (= erzählen)

Eischwiele Platt und die Umgangssprache kennen die Endung –es für Räumlichkeiten:
- Broijes (Brauhaus)
- Duvves (Taubenhaus, Taubenschlag)
- Jäkes (Nervenheilanstalt) von jäk (närrisch, albern, verrückt)
- Kakes (Toilette) von kake (kacken)
- Krufes (kleiner Raum, kleines Haus) von krufe (kriechen)
- Panes (Brauhaus, Pannhaus)
- Schlachtes (Schlachthaus)
- Sekes (Pissoir) von seke (pinkeln)
- auch in „Mäckes“ (Schnellrestaurant „McDonald’s“), „Schneckes“ (Altstadtkneipe „Schneckenhaus“), „Treibes“ (Altstadtkneipe „Treibhaus“)

## Heutige Verbreitung

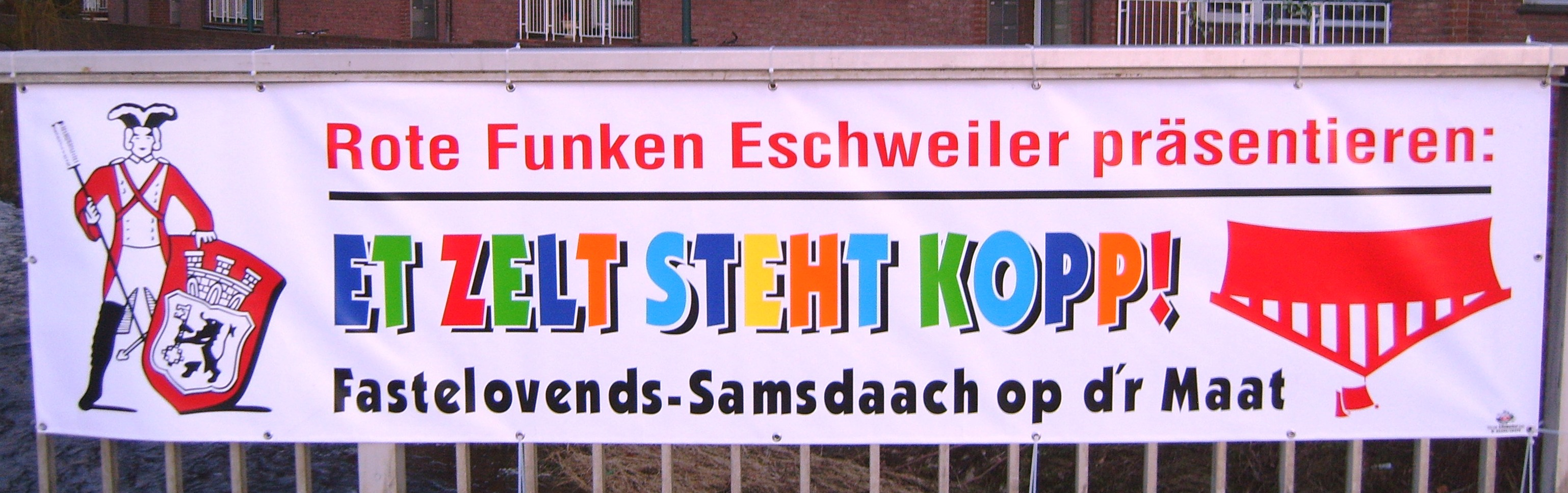
Karnevalstransparent 2007

Wie sonst im Rheinland wird Mundart besonders im Eschweiler Karneval benutzt. Mehrere Eschweiler Karnevalsvereine haben Dialektnamen:
- Klee Oepe Jonge = Klein-Eupener Jungen
- De Onjekauchde = Die Ungekochten (aus Röhe, weil "Röhe" und "roh" im Platt beide "rüh" heißen)
- Eefelkank = Eifelkante (aus Hastenrath, das aus Eschweiler Sicht an dem Übergang, der Kante also, zwischen Jülicher Börde und Eifel liegt)
- Fidele Trammebülle = Fidele Straßenbahnschaffner (aus Tramm = Straßenbahn und Büll = Büttel, das heißt Beamter)
- Löstige Eschweiler Afrikaner = Lustige Eschweiler Afrikaner

Ferner finden seit den 1980er Jahren mehrmals im Jahr Mundartabende in Eschweiler statt. Veranstalter ist der Eschweiler Geschichtsverein. Der Verein hat bereits mehrere Bücher mit Mundartgedichten, ein dreibändiges Mundartkochbuch und ein Schulbuch für und in Eischwiele Platt herausgegeben. In zahlreichen Straßennamen finden sich dialektale Ursprünge beziehungsweise sind mehrere Straßennamen in Mundart. 2003 wurde ein Mundartwörterbuch veröffentlicht.

## Grammatik
Wie in weiten Teilen der Rheinlande, im Siegerland und im westlichen Hessen werden auch im Eschweiler Platt weibliche Personennamen und Pronomen sächlich dekliniert. Trautsche senge Mann es votjevaare, säät et. Wörtlich „Traudchen sein Mann ist fort gefahren, sagt es.“ und dem Sinne nach: „Ihr Mann sei fort gefahren, sagt Gertrud.“